# Championnat des îles Féroé de football 1964
 (octobre 2021).
Si vous disposez d'ouvrages ou d'articles de référence ou si vous connaissez des sites web de qualité traitant du thème abordé ici, merci de compléter l'article en donnant les références utiles à sa vérifiabilité et en les liant à la section « Notes et références ».
 (octobre 2021).
La mise en forme du texte ne suit pas les recommandations de Wikipédia : il faut le « wikifier ».
Les points d'amélioration suivants sont les cas les plus fréquents. Le détail des points à revoir est peut-être précisé sur la page de discussion.
- Les titres sont pré-formatés par le logiciel. Ils ne sont ni en capitales, ni en gras.
- Le texte ne doit pas être écrit en capitales (les noms de famille non plus), ni en gras, ni en italique, ni en « petit »…
- Le gras n'est utilisé que pour surligner le titre de l'article dans l'introduction, une seule fois.
- L'italique est rarement utilisé : mots en langue étrangère, titres d'œuvres, noms de bateaux, etc.
- Les citations ne sont pas en italique mais en corps de texte normal. Elles sont entourées par des guillemets français : « et ».
- Les listes à puces sont à éviter, des paragraphes rédigés étant largement préférés. Les tableaux sont à réserver à la présentation de données structurées (résultats, etc.).
- Les appels de note de bas de page (petits chiffres en exposant, introduits par l'outil «  Source ») sont à placer entre la fin de phrase et le point final[comme ça].
- Les liens internes (vers d'autres articles de Wikipédia) sont à choisir avec parcimonie. Créez des liens vers des articles approfondissant le sujet. Les termes génériques sans rapport avec le sujet sont à éviter, ainsi que les répétitions de liens vers un même terme.
- Les liens externes sont à placer uniquement dans une section « Liens externes », à la fin de l'article. Ces liens sont à choisir avec parcimonie suivant les règles définies. Si un lien sert de source à l'article, son insertion dans le texte est à faire par les notes de bas de page.
- La présentation des références doit suivre les conventions bibliographiques. Il est recommandé d'utiliser les modèles {{Ouvrage}}, {{Chapitre}}, {{Article}}, {{Lien web}} et/ou {{Bibliographie}}. Le mode d'édition visuel peut mettre en forme automatiquement les références.
- Insérer une infobox (cadre d'informations à droite) n'est pas obligatoire pour parachever la mise en page.

Pour une aide détaillée, merci de consulter Aide:Wikification.
Si vous pensez que ces points ont été résolus, vous pouvez retirer ce bandeau et améliorer la mise en forme d'un autre article.
Navigation
Meistaradeildin 1963 Meistaradeildin 1965
La saison 1964 du Championnat des îles Féroé de football était la 22e édition de la première division féroïenne à poule unique, la Meistaradeildin. Les quatre meilleurs clubs du pays jouent les uns contre les autres à deux reprises durant la saison, à domicile et à l'extérieur.
C'est le HB Tórshavn qui remporte le titre cette année après avoir terminé en tête du classement.
Le KÍ Klaksvík s'est retiré de la compétition au bout de deux matchs qui ne seront pas comptabilisées.
C'est le 4e titre de champion de l'histoire du club qui réalise le doublé en remportant la Coupe des Îles Féroé face au B36 Tórshavn.

## Les clubs participants
| \| B36 HB KÍ TB \| Localisation des clubs engagés dans le championnat 1964. |
| B36 HB KÍ TB                                                                |

- B36 Tórshavn

- HB Tórshavn - Tenant du Titre

- KÍ Klaksvík

- TB Tvøroyri

## Compétition

### Classement[n 1]
| Rang | Équipe              | Pts | J | G | N | P | Bp | Bc | Diff |
| ---- | ------------------- | --- | - | - | - | - | -- | -- | ---- |
| 1    | HB Tórshavn (T) (C) | 6   | 4 | 3 | 0 | 1 | 15 | 6  | +9   |
| 2    | B36 Tórshavn        | 4   | 4 | 2 | 0 | 2 | 6  | 7  | -1   |
| 3    | TB Tvøroyri         | 2   | 4 | 1 | 0 | 3 | 8  | 16 | -8   |
| 4    | KÍ Klaksvík         | 0   | 0 | 0 | 0 | 0 | 0  | 0  | 0    |

|  | Vainqueur du championnat 1964                                |
|  | (T) Tenant du titre (C) Vainqueur de la Coupe des îles Féroé |

### Résultats[n 1]
| Résultats (▼dom., ►ext.) | B36 | HB  | KÍ  | TBT |
| B36 Tórshavn             |     | 0-3 | -   | 3-2 |
| HB Tórshavn              | 0-2 |     | 4-0 | 7-2 |
| KÍ Klaksvík              | 1-1 | -   |     | -   |
| TB Tvøroyri              | 2-1 | 2-5 | -   |     |

## Bilan de la saison
| Championnat des îles Féroé de football 1964 |                        |
| Champion                                    | HB Tórshavn (4e titre) |
| Coupes et trophées                          |                        |
| Vainqueur de la Coupe des îles Féroé 1964   | HB Tórshavn            |
| Qualifications continentales                |                        |
| Promotions et relégations                   |                        |
| Promus en Meistaradeildin                   | non                    |
| Relégués en Meðaldeildin                    | non                    |